# Sitta
Sitta é um género de aves passeriformes pertencente à família Sittidae. O grupo inclui 22 espécies conhecidas vulgarmente como trepadeiras.

## Algumas espécies
- Trepadeira-azul-do-canadá, Sitta canadensis
- Sitta carolinensis
- Trepadeira-azul, Sitta europaea
- Trepadeira-azul-do-levante, Sitta krueperi
- Trepadeira-azul-da-argélia, Sitta ledanti
- Trepadeira-rupestre-do-levante, Sitta neumayer
- Trepadeira-rupestre-oriental, Sitta tephronota
- Trepadeira-corsa, Sitta whiteheadi